# 플레이어 (1992년 미국 영화)
《플레이어》(영어: The Player)는 1992년 개봉한 미국의 풍자 블랙 코미디 미스터리 영화이다. 로버트 올트먼이 감독을, 마이클 톨킨이 각본을 맡았다. 톨킨의 1988년 동명 소설이 원작이다.
1993년 제50회 골든 글로브상 뮤지컬·코미디 영화 부문 작품상, 제8회 인디펜던트 스피릿 어워드 장편 영화상 수상작이다.
2015년 엔터테인먼트 위클리는 창간 25주년을 맞아 잡지 창간 이래 최고의 영화 25편을 뽑으면서 이 영화를 포함시켰다. 2017년 롤링 스톤이 선정한 1990년대 최고의 영화 100편 중에서는 35위에 올랐다.

## 줄거리
최근 입지가 위태롭다고 느끼는 할리우드 영화 제작사 임원 그리핀 밀은 살해 협박을 받자 자신이 거절했던 영화 각본의 작가 짓으로 의심한다. 밀은 이 문제를 풀기 위해 각본가와 술자리를 갖지만 싸움 끝에 그를 죽이고 만다. 다음 날 밀은 자신이 엉뚱한 사람을 죽였다는 것을 알게 된다.

## 출연진
- 팀 로빈스
- 그레타 스카키
- 프레드 워드
- 우피 골드버그
- 피터 갤러거
- 브라이언 제임스
- 신시아 스티븐슨
- 빈센트 도노프리오
- 딘 스톡웰
- 리처드 E. 그랜트
- 시드니 폴랙
- 라일 러빗
- 디나 메릴
- 지나 거숀
- 제러미 피븐

본인 역 카메오
- 스콧 글렌
- 러네이 오베어전와
- 셰어
- 로버트 캐러딘
- 제프 골드블룸
- 브루스 윌리스
- 줄리아 로버츠
- 존 큐색
- 버트 레이놀즈
- 수전 서랜던
- 로드 스타이거
- 엘리엇 굴드
- 닉 놀티
- 피터 포크
- 해리 벨러폰티
- 앤젤리카 휴스턴
- 브라이언 토치
- 로버트 와그너
- 테리 가
- 앤디 맥다월

## 기타 제작진
- 공동 제작: 스콧 부슈널
- 미술: 스티븐 올트먼